# 1638.
◄ | 16. stoljeće | 17. stoljeće | 18. stoljeće | ►
◄ | 1600-ih | 1610-ih | 1620-ih | 1630-ih | 1640-ih | 1650-ih | 1660-ih | ►
◄◄ | ◄ | 1635. | 1636. | 1637. | 1638. | 1639. | 1640. | 1641. | ► | ►►
Arhitektura • Astronomija • Glazba • Kazalište • Kiparstvo • Knjige • Književnost • Kršćanstvo • Medicina • Politika • Pravo • Promet • Slikarstvo • Znanost

## Rođenja
- 5. rujna – Luj XIV., francuski kralj († 1715.)
- 10. rujna Marija Terezija od Španjolske, infanta od Španjolske i Kraljica Francuske i Navarre († 1683.)

## Smrti
- 8. prosinca – Ivan Gundulić, hrvatski književnik (* 1589.)

## Vanjske poveznice
|  | Zajednički poslužitelj ima još gradiva o temi 1638. |